# Старенькое
Старенькое — деревня в Калининском районе Тверской области. Относится к Каблуковскому сельскому поселению.

## География
Деревня расположена в 36 км на юго-восток от центра поселения села Каблукова и в 53 км на юго-восток от Твери, в 0,5 км на запад от деревни находится Погост Иоанна-Предтечи.

## История
В 1837 году на погосте Иоанна-Предтечи, что в Залесье близ деревни была построена каменная Иоанна-Предтеченская церковь с 3 престолами, метрические книги с 1780 года. 
В конце XIX — начале XX века деревня вмесете с погостом входили в состав Кудрявцевской волости Корчевского уезда Тверской губернии. 
С 1929 года деревня входила в состав Нестеровского сельсовета Тверского района Тверского округа Московской области, с 1935 года — в составе Калининской области, в 1937 — 1959 годах — в составе Оршинского района, с 1994 года — в составе Каблуковского сельского округа, с 2005 года — в составе Каблуковского сельского поселения.

## Население
| 1859 | 1887 | 2002 | 2010 |
| ---- | ---- | ---- | ---- |
| 221  | ↗268 | ↘0   | ↗5   |

## Достопримечательности
На погосте близ деревни недействующая Церковь Иоанна Предтечи (1837).